# Бандза (село)
Бандза (груз. ბანძა) — село в Грузии, на территории Мартвильского муниципалитета края (мхаре) Самегрело-Верхняя Сванетия.

## География
Село находится в западной части Грузии, на левом берегу реки Абаши, на расстоянии приблизительно 5 километров (по прямой) к юго-западу от города Мартвили, административного центра муниципалитета. Абсолютная высота — 93 метра над уровнем моря.

## Население
По результатам официальной переписи населения 2014 года в Бандзе проживало 1099 человек (527 мужчин и 572 женщины). В национальной структуре населения грузины составляли 99,7 %.
| Год  | Население, человек |
| ---- | ------------------ |
| 2002 | 473                |
| 2014 | ↗ 1099             |